# Omega Lupi
Omega Lupi (117 Lupi) é uma estrela na direção da constelação de Lupus. Possui uma ascensão reta de 15h 38m 03.32s e uma declinação de −42° 34′ 02.9″. Sua magnitude aparente é igual a 4.34. Considerando sua distância de 230 anos-luz em relação à Terra, sua magnitude absoluta é igual a 0.10. Pertence à classe espectral K4.5III.